# Johan Angerstein (1726–1790)
Johan Angerstein, född 21 augusti 1726 på Turbo bruk, Hedemora landsförsamling, död 4 maj 1790 i Hedemora stadsförsamling, var en svensk brukspatron. Han var kusin till Reinhold Angerstein.
Johan Angerstein var son till brukspatronen och överjägmästaren Fredrik Angerstein. Han ärvde efter faderns död 1734 dennes andelar i Turbo bruk och Vikmanshyttan. Han studerade från 1738 vid Uppsala universitet innan han tog över driften av sina egendomar. Johan Angerstein kom att satsa på teknisk utveckling av järnframställningen vid sina anläggningar. Efter flera års försök att förbättra eggstål genom härdning upptäckte han 1778 stålets omvandlingspunkt som senare kom att vetenskapligt beskrivas av Floris Osmond. Angerstein lät publicera en uppsats, Om stålhärdning i Kungliga Patriotiska Sällskapets Hushålls Journal, där han berättade om sina resultat.